# Quả bóng vàng châu Âu
Giải thưởng Quả bóng vàng (tiếng Pháp: Ballon d'Or, phát âm tiếng Pháp: [balɔ̃ dɔʁ]), hay còn gọi là Quả bóng vàng châu Âu, là một giải thưởng bóng đá thường niên do tạp chí tin tức Pháp France Football trao giải từ năm 1956. Từ năm 2010 đến 2015, trong một thỏa thuận với FIFA, giải thưởng tạm thời được hợp nhất với Cầu thủ xuất sắc nhất thế giới của FIFA (thành lập năm 1991) và được gọi là Quả bóng vàng FIFA. Sự hợp tác đó đã kết thúc vào năm 2016 và giải thưởng được hoàn nguyên thành Ballon d'Or, trong khi FIFA cũng hoàn nguyên thành giải thưởng hàng năm riêng biệt của mình, The Best FIFA Men's Player. Những người nhận chung Quả bóng vàng FIFA được cả hai tổ chức trao giải coi là người chiến thắng.
Được hình thành bởi các nhà văn thể thao Gabriel Hanot và Jacques Ferran, giải thưởng Ballon d'Or vinh danh cầu thủ nam được coi là có thành tích tốt nhất trong năm trước, dựa trên bình chọn của các nhà báo bóng đá, từ 1956 đến 2006. Ban đầu, nó chỉ được trao cho các cầu thủ đến từ châu Âu và được biết đến rộng rãi với tên gọi Cầu thủ xuất sắc nhất châu Âu. Năm 1995, Ballon d'Or được mở rộng để bao gồm tất cả các cầu thủ từ bất kỳ nguồn gốc nào đang thi đấu tại các câu lạc bộ châu Âu.
Sau năm 2007, huấn luyện viên và đội trưởng các đội tuyển quốc gia cũng được quyền bầu cử. Giải thưởng đã trở thành giải thưởng toàn cầu vào năm 2007, dùng để vinh danh cho cầu thủ có màn trình diễn cá nhân cũng như thành tích tập thể xuất sắc nhất trong một năm dương lịch. Vào năm 2022, France Football đã sửa đổi các quy tắc cho Ballon d'Or. Họ đã thay đổi thời gian để các giải thưởng không được trao cho thành tích trong một năm dương lịch mà cho một mùa bóng đá. Họ cũng quyết định rằng chỉ những quốc gia nằm trong top 100 của bảng xếp hạng thế giới FIFA mới được phép bỏ phiếu.

## Lịch sử
Stanley Matthews của Anh là người đầu tiên giành Quả bóng Vàng. Trước năm 2007, giải thưởng thường được biết đến với tên gọi Cầu thủ xuất sắc nhất châu Âu theo lục địa trong tiếng Anh và nhiều phương tiện truyền thông quốc tế. Ngay cả sau năm 2007, nó thường được xác định và gọi bằng cái tên đó vì nguồn gốc của nó là một giải thưởng châu Âu, cho đến khi nó được hợp nhất với giải thưởng Cầu thủ Thế giới của FIFA để củng cố tuyên bố mới trên toàn thế giới của nó. George Weah của Liberia, người châu Phi duy nhất nhận giải, trở thành người đầu tiên không phải người châu Âu giành được giải thưởng vào năm 1995, năm mà các quy tắc về tư cách được thay đổi. Ronaldo của Brasil đã trở thành nhà vô địch Nam Mỹ đầu tiên hai năm sau đó.
Lionel Messi đã giành được giải thưởng kỷ lục tám lần, tiếp theo là Cristiano Ronaldo với năm lần. Ba cầu thủ từng ba lần đoạt giải gồm Johan Cruyff, Michel Platini, và Marco van Basten. Với bảy giải thưởng mỗi người, các cầu thủ Hà Lan, Đức, Argentina, Bồ Đào Nha và Pháp đã giành được nhiều Quả bóng Vàng nhất. Các cầu thủ đến từ Đức (1972, 1981) và Hà Lan (1988) chiếm ba vị trí hàng đầu trong một năm (thành tích chỉ đạt được ba lần trong lịch sử). Các câu lạc bộ Đức (1972) và Ý (1988–1990) đạt được thành tích tương tự, trong đó có hai năm cá nhân dưới sự thống trị của cầu thủ AC Milan (1988, 1989), một kỷ lục độc nhất cho đến khi các câu lạc bộ Tây Ban Nha trải qua sự thống trị không lường trước được (2009–2012, 2015, 2016) và Barcelona (2010) trở thành câu lạc bộ thứ hai chiếm vị trí trong top ba. Hai câu lạc bộ Tây Ban Nha, Barcelona và Real Madrid, cũng dẫn đầu bảng xếp hạng về việc tạo ra nhiều nhà vô địch nhất, với 12 danh hiệu mỗi đội.
Từ năm 2010 đến năm 2015, giải thưởng này đã được hợp nhất với một giải thưởng tương tự, giải thưởng FIFA World Player of the Year, để tạo ra FIFA Ballon d'Or, giải thưởng được trao cho cầu thủ nam xuất sắc nhất thế giới trước khi FIFA và France Football quyết định không trao giải. tiếp tục thỏa thuận sáp nhập. Sau năm 2011, UEFA tạo ra UEFA Best Player in Europe Award để duy trì truyền thống của Ballon d'Or ban đầu đặc biệt vinh danh một cầu thủ bóng đá đến từ châu Âu.
Vào năm 2020, Group L'Équipe, thuộc France Football, đã quyết định rằng sẽ không có giải thưởng nào được trao trong năm do đại dịch COVID-19cắt ngắn mùa giải của các câu lạc bộ bóng đá trên toàn thế giới. Dư luận rộng rãi cho rằng đáng lẽ giải thưởng năm 2020 phải được trao cho Robert Lewandowski.
Giải thưởng thể hiện sự thiên vị các cầu thủ tấn công, vốn gia tăng trong những năm gần đây, đặc biệt là sau năm 2007. Theo thời gian, giải thưởng đã được trao cho nhiều giải đấu và câu lạc bộ độc quyền hơn. Trước năm 1995, 10 giải đấu cung cấp người chiến thắng Ballon d'Or, trong khi chỉ có Anh, Pháp, Đức, Ý và Tây Ban Nha cung cấp người chiến thắng kể từ năm 1995. La Liga của Tây Ban Nha có nhiều Quả bóng Vàng nhất. Barcelona và Real Madrid đã cung cấp nhiều người chiến thắng Ballon d'Or nhất kể từ năm 1995.
Vào năm 2022, France Football đã sửa đổi các quy tắc cho Ballon d'Or. Họ đã thay đổi thời gian để các giải thưởng không được trao cho thành tích trong một năm dương lịch mà cho một mùa giải bóng đá. Người ta cũng quyết định rằng chỉ những quốc gia nằm trong top 100 của Bảng xếp hạng thế giới của FIFA mới được phép bỏ phiếu. Cuộc trưng cầu dân ý trước đây đã được mở cho tất cả các quốc gia kể từ năm 2007. Điều này đã đưa Quả bóng vàng phù hợp với Giải thưởng Cầu thủ xuất sắc nhất năm của UEFA, giải đấu ít bị chi phối bởi các giải đấu độc quyền và đặc biệt là Cristiano Ronaldo và Lionel Messi những năm gần đây.
Chín cầu thủ (Bobby Charlton, Franz Beckenbauer, Gerd Müller, Paolo Rossi, Zinedine Zidane, Rivaldo, Ronaldinho, Kaká, và Lionel Messi) đã vô địch FIFA World Cup, cúp C1 châu Âu/UEFA Champions League, và Ballon d'Or trong sự nghiệp của họ.

## Những người chiến thắng

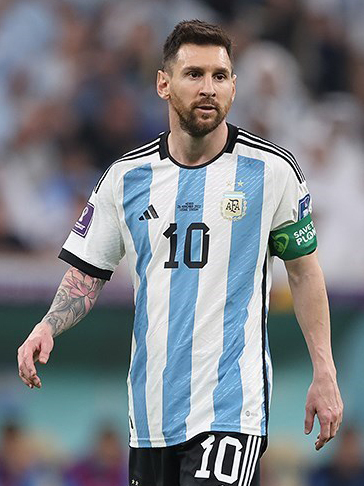
Lionel Messi đã giành được nhiều Ballons d'Or nhất trong lịch sử, với 8 lần.

Chú ý: Cho đến năm 2021, Quả bóng vàng được trao dựa trên thành tích của cầu thủ trong năm dương lịch. Kể từ năm 2022, các bồi thẩm viên đã được hướng dẫn tính đến mùa giải trước đó.
Ngày 31/10/2023, Lionel Messi đã chính thức vượt qua Haaland và MBappe để dành danh hiệu Quả bóng vàng 2023, đồng thời thiết lập kỷ lục người đạt giải thưởng này nhiều lần nhất với 8 lần. Với mùa giải 2022 - 2023 thành công trong màu áo của đội tuyển Quốc gia góp công lớn giúp Argentina lên ngôi vô địch Word Cup 2022 với 7 bàn thắng. Trong màu áo của Paris Saint-Germain, ngôi sao sinh năm 1987 này cũng có 21 bàn thắng, 20 đường kiến tạo giúp đội bóng vô địch Ligue 1.

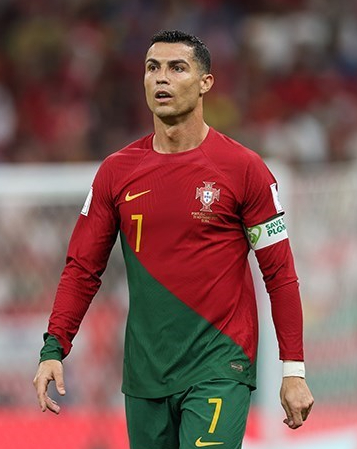
Cristiano Ronaldo có nhiều đề cử nhất trong lịch sử Ballon d'Or.

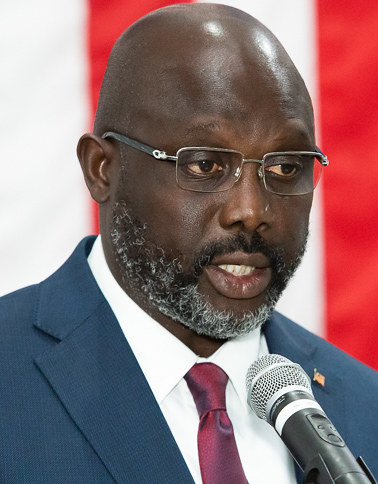
George Weah là cầu thủ đầu tiên của đội tuyển quốc gia không thuộc châu Âu và đầu tiên của châu Phi giành được giải thưởng.

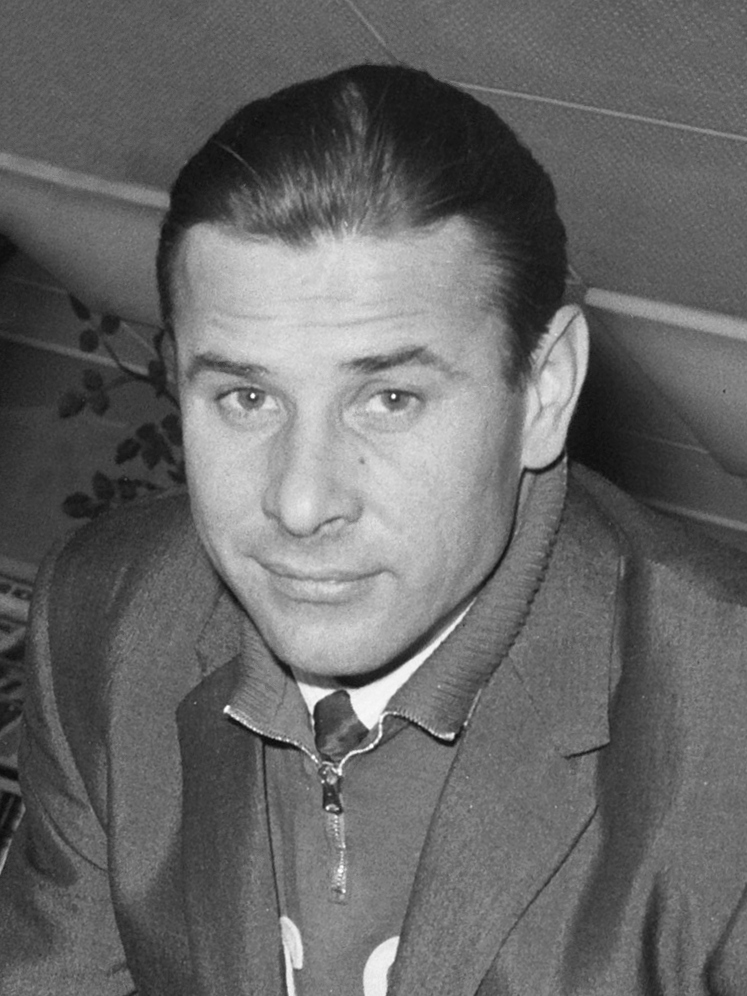
Lev Yashin là thủ môn duy nhất giành được giải thưởng.

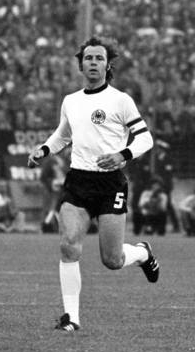
Franz Beckenbauer là hậu vệ duy nhất hai lần giành được giải thưởng này.

| ‡ | Điều này cho thấy cầu thủ giành Quả bóng Vàng cũng đã giành được giải thưởng Cầu thủ xuất sắc nhất năm của FIFA hoặc The Best FIFA Men's Player trong cùng một năm (xuất hiện trong giai đoạn 1991–2009 và từ 2016–nay) |

| Năm                          | Hạng                                 | Cầu thủ                              | Đội                                  | Điểm                                 |
| Ballon d'Or (1956–2009)      | Ballon d'Or (1956–2009)              | Ballon d'Or (1956–2009)              | Ballon d'Or (1956–2009)              | Ballon d'Or (1956–2009)              |
| ---------------------------- | ------------------------------------ | ------------------------------------ | ------------------------------------ | ------------------------------------ |
| 1956                         | Hạng nhất                            | Stanley Matthews                     | Blackpool                            | 47                                   |
| 1956                         | Hạng hai                             | Alfredo Di Stéfano                   | Real Madrid                          | 44                                   |
| 1956                         | Hạng ba                              | Raymond Kopa                         | Real Madrid                          | 33                                   |
|                              |                                      |                                      |                                      |                                      |
| 1957                         | Hạng nhất                            | Alfredo Di Stéfano                   | Real Madrid                          | 72                                   |
| 1957                         | Hạng hai                             | Billy Wright                         | Wolverhampton Wanderers              | 19                                   |
| 1957                         | Hạng ba                              | Duncan Edwards                       | Manchester United                    | 16                                   |
| 1957                         | Hạng ba                              | Raymond Kopa                         | Real Madrid                          | 16                                   |
|                              |                                      |                                      |                                      |                                      |
| 1958                         | Hạng nhất                            | Raymond Kopa                         | Real Madrid                          | 71                                   |
| 1958                         | Hạng hai                             | Helmut Rahn                          | Rot-Weiss Essen                      | 40                                   |
| 1958                         | Hạng ba                              | Just Fontaine                        | Reims                                | 23                                   |
|                              |                                      |                                      |                                      |                                      |
| 1959                         | Hạng nhất                            | Alfredo Di Stéfano                   | Real Madrid                          | 80                                   |
| 1959                         | Hạng hai                             | Raymond Kopa                         | Reims                                | 42                                   |
| 1959                         | Hạng ba                              | John Charles                         | Juventus                             | 24                                   |
|                              |                                      |                                      |                                      |                                      |
| 1960                         | Hạng nhất                            | Luis Suárez                          | Barcelona                            | 54                                   |
| 1960                         | Hạng hai                             | Ferenc Puskás                        | Real Madrid                          | 37                                   |
| 1960                         | Hạng ba                              | Uwe Seeler                           | Hamburger SV                         | 33                                   |
|                              |                                      |                                      |                                      |                                      |
| 1961                         | Hạng nhất                            | Omar Sívori                          | Juventus                             | 46                                   |
| 1961                         | Hạng hai                             | Luis Suárez                          | Inter Milan                          | 40                                   |
| 1961                         | Hạng ba                              | Johnny Haynes                        | Fulham                               | 22                                   |
|                              |                                      |                                      |                                      |                                      |
| 1962                         | Hạng nhất                            | Josef Masopust                       | Dukla Prague                         | 65                                   |
| 1962                         | Hạng hai                             | Eusébio                              | Benfica                              | 53                                   |
| 1962                         | Hạng ba                              | Karl-Heinz Schnellinger              | 1. FC Köln                           | 33                                   |
|                              |                                      |                                      |                                      |                                      |
| 1963                         | Hạng nhất                            | Lev Yashin                           | Dynamo Moscow                        | 73                                   |
| 1963                         | Hạng hai                             | Gianni Rivera                        | AC Milan                             | 55                                   |
| 1963                         | Hạng ba                              | Jimmy Greaves                        | Tottenham Hotspur                    | 50                                   |
|                              |                                      |                                      |                                      |                                      |
| 1964                         | Hạng nhất                            | Denis Law                            | Manchester United                    | 61                                   |
| 1964                         | Hạng hai                             | Luis Suárez                          | Inter Milan                          | 43                                   |
| 1964                         | Hạng ba                              | Amancio                              | Real Madrid                          | 38                                   |
|                              |                                      |                                      |                                      |                                      |
| 1965                         | Hạng nhất                            | Eusébio                              | Benfica                              | 67                                   |
| 1965                         | Hạng hai                             | Giacinto Facchetti                   | Inter Milan                          | 59                                   |
| 1965                         | Hạng ba                              | Luis Suárez                          | Inter Milan                          | 45                                   |
|                              |                                      |                                      |                                      |                                      |
| 1966                         | Hạng nhất                            | Bobby Charlton                       | Manchester United                    | 81                                   |
| 1966                         | Hạng hai                             | Eusébio                              | Benfica                              | 80                                   |
| 1966                         | Hạng ba                              | Franz Beckenbauer                    | Bayern Munich                        | 59                                   |
|                              |                                      |                                      |                                      |                                      |
| 1967                         | Hạng nhất                            | Flórián Albert                       | Ferencváros                          | 68                                   |
| 1967                         | Hạng hai                             | Bobby Charlton                       | Manchester United                    | 40                                   |
| 1967                         | Hạng ba                              | Jimmy Johnstone                      | Celtic                               | 39                                   |
|                              |                                      |                                      |                                      |                                      |
| 1968                         | Hạng nhất                            | George Best                          | Manchester United                    | 61                                   |
| 1968                         | Hạng hai                             | Bobby Charlton                       | Manchester United                    | 53                                   |
| 1968                         | Hạng ba                              | Dragan Džajić                        | Red Star Belgrade                    | 46                                   |
|                              |                                      |                                      |                                      |                                      |
| 1969                         | Hạng nhất                            | Gianni Rivera                        | AC Milan                             | 83                                   |
| 1969                         | Hạng hai                             | Gigi Riva                            | Cagliari                             | 79                                   |
| 1969                         | Hạng ba                              | Gerd Müller                          | Bayern Munich                        | 38                                   |
|                              |                                      |                                      |                                      |                                      |
| 1970                         | Hạng nhất                            | Gerd Müller                          | Bayern Munich                        | 77                                   |
| 1970                         | Hạng hai                             | Bobby Moore                          | West Ham United                      | 70                                   |
| 1970                         | Hạng ba                              | Gigi Riva                            | Cagliari                             | 65                                   |
|                              |                                      |                                      |                                      |                                      |
| 1971                         | Hạng nhất                            | Johan Cruyff                         | Ajax                                 | 116                                  |
| 1971                         | Hạng hai                             | Sandro Mazzola                       | Inter Milan                          | 57                                   |
| 1971                         | Hạng ba                              | George Best                          | Manchester United                    | 56                                   |
|                              |                                      |                                      |                                      |                                      |
| 1972                         | Hạng nhất                            | Franz Beckenbauer                    | Bayern Munich                        | 81                                   |
| 1972                         | Hạng hai                             | Gerd Müller                          | Bayern Munich                        | 79                                   |
| 1972                         | Hạng hai                             | Günter Netzer                        | Borussia Mönchengladbach             | 79                                   |
|                              |                                      |                                      |                                      |                                      |
| 1973                         | Hạng nhất                            | Johan Cruyff                         | Barcelona                            | 96                                   |
| 1973                         | Hạng hai                             | Dino Zoff                            | Juventus                             | 47                                   |
| 1973                         | Hạng ba                              | Gerd Müller                          | Bayern Munich                        | 44                                   |
|                              |                                      |                                      |                                      |                                      |
| 1974                         | Hạng nhất                            | Johan Cruyff                         | Barcelona                            | 116                                  |
| 1974                         | Hạng hai                             | Franz Beckenbauer                    | Bayern Munich                        | 105                                  |
| 1974                         | Hạng ba                              | Kazimierz Deyna                      | Legia Warsaw                         | 35                                   |
|                              |                                      |                                      |                                      |                                      |
| 1975                         | Hạng nhất                            | Oleg Blokhin                         | Dynamo Kyiv                          | 122                                  |
| 1975                         | Hạng hai                             | Franz Beckenbauer                    | Bayern Munich                        | 42                                   |
| 1975                         | Hạng ba                              | Johan Cruyff                         | Barcelona                            | 27                                   |
|                              |                                      |                                      |                                      |                                      |
| 1976                         | Hạng nhất                            | Franz Beckenbauer                    | Bayern Munich                        | 91                                   |
| 1976                         | Hạng hai                             | Rob Rensenbrink                      | Anderlecht                           | 75                                   |
| 1976                         | Hạng ba                              | Ivo Viktor                           | Dukla Prague                         | 52                                   |
|                              |                                      |                                      |                                      |                                      |
| 1977                         | Hạng nhất                            | Allan Simonsen                       | Borussia Mönchengladbach             | 74                                   |
| 1977                         | Hạng hai                             | Kevin Keegan                         | Hamburger SV                         | 71                                   |
| 1977                         | Hạng ba                              | Michel Platini                       | Nancy                                | 70                                   |
|                              |                                      |                                      |                                      |                                      |
| 1978                         | Hạng nhất                            | Kevin Keegan                         | Hamburger SV                         | 87                                   |
| 1978                         | Hạng hai                             | Hans Krankl                          | Barcelona                            | 81                                   |
| 1978                         | Hạng ba                              | Rob Rensenbrink                      | Anderlecht                           | 50                                   |
|                              |                                      |                                      |                                      |                                      |
| 1979                         | Hạng nhất                            | Kevin Keegan                         | Hamburger SV                         | 118                                  |
| 1979                         | Hạng hai                             | Karl-Heinz Rummenigge                | Bayern Munich                        | 52                                   |
| 1979                         | Hạng ba                              | Ruud Krol                            | Ajax                                 | 41                                   |
|                              |                                      |                                      |                                      |                                      |
| 1980                         | Hạng nhất                            | Karl-Heinz Rummenigge                | Bayern Munich                        | 122                                  |
| 1980                         | Hạng hai                             | Bernd Schuster                       | Barcelona                            | 34                                   |
| 1980                         | Hạng ba                              | Michel Platini                       | Saint-Étienne                        | 33                                   |
|                              |                                      |                                      |                                      |                                      |
| 1981                         | Hạng nhất                            | Karl-Heinz Rummenigge                | Bayern Munich                        | 106                                  |
| 1981                         | Hạng hai                             | Paul Breitner                        | Bayern Munich                        | 64                                   |
| 1981                         | Hạng ba                              | Bernd Schuster                       | Barcelona                            | 39                                   |
|                              |                                      |                                      |                                      |                                      |
| 1982                         | Hạng nhất                            | Paolo Rossi                          | Juventus                             | 115                                  |
| 1982                         | Hạng hai                             | Alain Giresse                        | Girondins de Bordeaux                | 64                                   |
| 1982                         | Hạng ba                              | Zbigniew Boniek                      | Juventus                             | 39                                   |
|                              |                                      |                                      |                                      |                                      |
| 1983                         | Hạng nhất                            | Michel Platini                       | Juventus                             | 110                                  |
| 1983                         | Hạng hai                             | Kenny Dalglish                       | Liverpool                            | 26                                   |
| 1983                         | Hạng ba                              | Allan Simonsen                       | Vejle BK                             | 25                                   |
|                              |                                      |                                      |                                      |                                      |
| 1984                         | Hạng nhất                            | Michel Platini                       | Juventus                             | 110                                  |
| 1984                         | Hạng hai                             | Jean Tigana                          | Girondins de Bordeaux                | 57                                   |
| 1984                         | Hạng ba                              | Preben Elkjær                        | Hellas Verona                        | 48                                   |
|                              |                                      |                                      |                                      |                                      |
| 1985                         | Hạng nhất                            | Michel Platini                       | Juventus                             | 127                                  |
| 1985                         | Hạng hai                             | Preben Elkjær                        | Hellas Verona                        | 71                                   |
| 1985                         | Hạng ba                              | Bernd Schuster                       | Barcelona                            | 46                                   |
|                              |                                      |                                      |                                      |                                      |
| 1986                         | Hạng nhất                            | Igor Belanov                         | Dynamo Kyiv                          | 84                                   |
| 1986                         | Hạng hai                             | Gary Lineker                         | Barcelona                            | 62                                   |
| 1986                         | Hạng ba                              | Emilio Butragueño                    | Real Madrid                          | 59                                   |
|                              |                                      |                                      |                                      |                                      |
| 1987                         | Hạng nhất                            | Ruud Gullit                          | AC Milan                             | 106                                  |
| 1987                         | Hạng hai                             | Paulo Futre                          | Atlético Madrid                      | 91                                   |
| 1987                         | Hạng ba                              | Emilio Butragueño                    | Real Madrid                          | 61                                   |
|                              |                                      |                                      |                                      |                                      |
| 1988                         | Hạng nhất                            | Marco van Basten                     | AC Milan                             | 129                                  |
| 1988                         | Hạng hai                             | Ruud Gullit                          | AC Milan                             | 88                                   |
| 1988                         | Hạng ba                              | Frank Rijkaard                       | AC Milan                             | 45                                   |
|                              |                                      |                                      |                                      |                                      |
| 1989                         | Hạng nhất                            | Marco van Basten                     | AC Milan                             | 129                                  |
| 1989                         | Hạng hai                             | Franco Baresi                        | AC Milan                             | 80                                   |
| 1989                         | Hạng ba                              | Frank Rijkaard                       | AC Milan                             | 43                                   |
|                              |                                      |                                      |                                      |                                      |
| 1990                         | Hạng nhất                            | Lothar Matthäus                      | Inter Milan                          | 137                                  |
| 1990                         | Hạng hai                             | Salvatore Schillaci                  | Juventus                             | 84                                   |
| 1990                         | Hạng ba                              | Andreas Brehme                       | Inter Milan                          | 68                                   |
|                              |                                      |                                      |                                      |                                      |
| 1991                         | Hạng nhất                            | Jean-Pierre Papin                    | Marseille                            | 141                                  |
| 1991                         | Hạng hai                             | Dejan Savićević                      | Red Star Belgrade                    | 42                                   |
| 1991                         | Hạng hai                             | Darko Pančev                         | Red Star Belgrade                    | 42                                   |
| 1991                         | Hạng hai                             | Lothar Matthäus                      | Inter Milan                          | 42                                   |
|                              |                                      |                                      |                                      |                                      |
| 1992                         | Hạng nhất                            | Marco van Basten ‡                   | AC Milan                             | 98                                   |
| 1992                         | Hạng hai                             | Hristo Stoichkov                     | Barcelona                            | 80                                   |
| 1992                         | Hạng ba                              | Dennis Bergkamp                      | Ajax                                 | 53                                   |
|                              |                                      |                                      |                                      |                                      |
| 1993                         | Hạng nhất                            | Roberto Baggio ‡                     | Juventus                             | 142                                  |
| 1993                         | Hạng hai                             | Dennis Bergkamp                      | Inter Milan                          | 83                                   |
| 1993                         | Hạng ba                              | Eric Cantona                         | Manchester United                    | 34                                   |
|                              |                                      |                                      |                                      |                                      |
| 1994                         | Hạng nhất                            | Hristo Stoichkov                     | Barcelona                            | 210                                  |
| 1994                         | Hạng hai                             | Roberto Baggio                       | Juventus                             | 136                                  |
| 1994                         | Hạng ba                              | Paolo Maldini                        | AC Milan                             | 109                                  |
|                              |                                      |                                      |                                      |                                      |
| 1995                         | Hạng nhất                            | George Weah ‡                        | AC Milan                             | 144                                  |
| 1995                         | Hạng hai                             | Jürgen Klinsmann                     | Bayern Munich                        | 108                                  |
| 1995                         | Hạng ba                              | Jari Litmanen                        | Ajax                                 | 67                                   |
|                              |                                      |                                      |                                      |                                      |
| 1996                         | Hạng nhất                            | Matthias Sammer                      | Borussia Dortmund                    | 144                                  |
| 1996                         | Hạng hai                             | Ronaldo                              | Barcelona                            | 143                                  |
| 1996                         | Hạng ba                              | Alan Shearer                         | Newcastle United                     | 107                                  |
|                              |                                      |                                      |                                      |                                      |
| 1997                         | Hạng nhất                            | Ronaldo ‡                            | Inter Milan                          | 222                                  |
| 1997                         | Hạng hai                             | Predrag Mijatović                    | Real Madrid                          | 68                                   |
| 1997                         | Hạng ba                              | Zinedine Zidane                      | Juventus                             | 63                                   |
|                              |                                      |                                      |                                      |                                      |
| 1998                         | Hạng nhất                            | Zinedine Zidane ‡                    | Juventus                             | 244                                  |
| 1998                         | Hạng hai                             | Davor Šuker                          | Real Madrid                          | 68                                   |
| 1998                         | Hạng ba                              | Ronaldo                              | Inter Milan                          | 66                                   |
|                              |                                      |                                      |                                      |                                      |
| 1999                         | Hạng nhất                            | Rivaldo ‡                            | Barcelona                            | 219                                  |
| 1999                         | Hạng hai                             | David Beckham                        | Manchester United                    | 154                                  |
| 1999                         | Hạng ba                              | Andriy Shevchenko                    | AC Milan                             | 64                                   |
|                              |                                      |                                      |                                      |                                      |
| 2000                         | Hạng nhất                            | Luís Figo                            | Real Madrid                          | 197                                  |
| 2000                         | Hạng hai                             | Zinedine Zidane                      | Juventus                             | 181                                  |
| 2000                         | Hạng ba                              | Andriy Shevchenko                    | AC Milan                             | 85                                   |
|                              |                                      |                                      |                                      |                                      |
| 2001                         | Hạng nhất                            | Michael Owen                         | Liverpool                            | 176                                  |
| 2001                         | Hạng hai                             | Raúl                                 | Real Madrid                          | 140                                  |
| 2001                         | Hạng ba                              | Oliver Kahn                          | Bayern Munich                        | 114                                  |
|                              |                                      |                                      |                                      |                                      |
| 2002                         | Hạng nhất                            | Ronaldo ‡                            | Real Madrid                          | 169                                  |
| 2002                         | Hạng hai                             | Roberto Carlos                       | Real Madrid                          | 145                                  |
| 2002                         | Hạng ba                              | Oliver Kahn                          | Bayern Munich                        | 110                                  |
|                              |                                      |                                      |                                      |                                      |
| 2003                         | Hạng nhất                            | Pavel Nedvěd                         | Juventus                             | 190                                  |
| 2003                         | Hạng hai                             | Thierry Henry                        | Arsenal                              | 128                                  |
| 2003                         | Hạng ba                              | Paolo Maldini                        | AC Milan                             | 123                                  |
|                              |                                      |                                      |                                      |                                      |
| 2004                         | Hạng nhất                            | Andriy Shevchenko                    | AC Milan                             | 175                                  |
| 2004                         | Hạng hai                             | Deco                                 | Barcelona                            | 139                                  |
| 2004                         | Hạng ba                              | Ronaldinho                           | Barcelona                            | 133                                  |
|                              |                                      |                                      |                                      |                                      |
| 2005                         | Hạng nhất                            | Ronaldinho ‡                         | Barcelona                            | 225                                  |
| 2005                         | Hạng hai                             | Frank Lampard                        | Chelsea                              | 148                                  |
| 2005                         | Hạng ba                              | Steven Gerrard                       | Liverpool                            | 142                                  |
|                              |                                      |                                      |                                      |                                      |
| 2006                         | Hạng nhất                            | Fabio Cannavaro ‡                    | Real Madrid                          | 173                                  |
| 2006                         | Hạng hai                             | Gianluigi Buffon                     | Juventus                             | 124                                  |
| 2006                         | Hạng ba                              | Thierry Henry                        | Arsenal                              | 121                                  |
|                              |                                      |                                      |                                      |                                      |
| 2007                         | Hạng nhất                            | Kaká ‡                               | AC Milan                             | 444                                  |
| 2007                         | Hạng hai                             | Cristiano Ronaldo                    | Manchester United                    | 277                                  |
| 2007                         | Hạng ba                              | Lionel Messi                         | Barcelona                            | 255                                  |
|                              |                                      |                                      |                                      |                                      |
| 2008                         | Hạng nhất                            | Cristiano Ronaldo ‡                  | Manchester United                    | 446                                  |
| 2008                         | Hạng hai                             | Lionel Messi                         | Barcelona                            | 281                                  |
| 2008                         | Hạng ba                              | Fernando Torres                      | Liverpool                            | 179                                  |
|                              |                                      |                                      |                                      |                                      |
| 2009                         | Hạng nhất                            | Lionel Messi ‡                       | Barcelona                            | 473                                  |
| 2009                         | Hạng hai                             | Cristiano Ronaldo                    | Real Madrid                          | 233                                  |
| 2009                         | Hạng ba                              | Xavi                                 | Barcelona                            | 170                                  |
| FIFA Ballon d'Or (2010–2015) |                                      |                                      |                                      |                                      |
| 2010                         | Hạng nhất                            | Lionel Messi                         | Barcelona                            | 22.65%                               |
| 2010                         | Hạng hai                             | Andrés Iniesta                       | Barcelona                            | 17.36%                               |
| 2010                         | Hạng ba                              | Xavi                                 | Barcelona                            | 16.48%                               |
|                              |                                      |                                      |                                      |                                      |
| 2011                         | Hạng nhất                            | Lionel Messi                         | Barcelona                            | 47.88%                               |
| 2011                         | Hạng hai                             | Cristiano Ronaldo                    | Real Madrid                          | 21.60%                               |
| 2011                         | Hạng ba                              | Xavi                                 | Barcelona                            | 9.23%                                |
|                              |                                      |                                      |                                      |                                      |
| 2012                         | Hạng nhất                            | Lionel Messi                         | Barcelona                            | 41.60%                               |
| 2012                         | Hạng hai                             | Cristiano Ronaldo                    | Real Madrid                          | 23.68%                               |
| 2012                         | Hạng ba                              | Andrés Iniesta                       | Barcelona                            | 10.91%                               |
|                              |                                      |                                      |                                      |                                      |
| 2013                         | Hạng nhất                            | Cristiano Ronaldo                    | Real Madrid                          | 27.99%                               |
| 2013                         | Hạng hai                             | Lionel Messi                         | Barcelona                            | 24.72%                               |
| 2013                         | Hạng ba                              | Franck Ribéry                        | Bayern Munich                        | 23.36%                               |
|                              |                                      |                                      |                                      |                                      |
| 2014                         | Hạng nhất                            | Cristiano Ronaldo                    | Real Madrid                          | 37.66%                               |
| 2014                         | Hạng hai                             | Lionel Messi                         | Barcelona                            | 15.76%                               |
| 2014                         | Hạng ba                              | Manuel Neuer                         | Bayern Munich                        | 15.72%                               |
|                              |                                      |                                      |                                      |                                      |
| 2015                         | Hạng nhất                            | Lionel Messi                         | Barcelona                            | 41.33%                               |
| 2015                         | Hạng hai                             | Cristiano Ronaldo                    | Real Madrid                          | 27.76%                               |
| 2015                         | Hạng ba                              | Neymar                               | Barcelona                            | 7.86%                                |
| Ballon d'Or (2016–nay)       |                                      |                                      |                                      |                                      |
| 2016                         | Hạng nhất                            | Cristiano Ronaldo ‡                  | Real Madrid                          | 745                                  |
| 2016                         | Hạng hai                             | Lionel Messi                         | Barcelona                            | 316                                  |
| 2016                         | Hạng ba                              | Antoine Griezmann                    | Atlético Madrid                      | 198                                  |
|                              |                                      |                                      |                                      |                                      |
| 2017                         | Hạng nhất                            | Cristiano Ronaldo ‡                  | Real Madrid                          | 946                                  |
| 2017                         | Hạng hai                             | Lionel Messi                         | Barcelona                            | 670                                  |
| 2017                         | Hạng ba                              | Neymar                               | Paris Saint-Germain                  | 361                                  |
|                              |                                      |                                      |                                      |                                      |
| 2018                         | Hạng nhất                            | Luka Modrić ‡                        | Real Madrid                          | 753                                  |
| 2018                         | Hạng hai                             | Cristiano Ronaldo                    | Juventus                             | 476                                  |
| 2018                         | Hạng ba                              | Antoine Griezmann                    | Atlético Madrid                      | 414                                  |
|                              |                                      |                                      |                                      |                                      |
| 2019                         | Hạng nhất                            | Lionel Messi ‡                       | Barcelona                            | 686                                  |
| 2019                         | Hạng hai                             | Virgil van Dijk                      | Liverpool                            | 679                                  |
| 2019                         | Hạng ba                              | Cristiano Ronaldo                    | Juventus                             | 476                                  |
|                              |                                      |                                      |                                      |                                      |
| 2020                         | Không trao giải vì đại dịch COVID-19 | Không trao giải vì đại dịch COVID-19 | Không trao giải vì đại dịch COVID-19 | Không trao giải vì đại dịch COVID-19 |
|                              |                                      |                                      |                                      |                                      |
| 2021                         | Hạng nhất                            | Lionel Messi                         | Paris Saint-Germain                  | 613                                  |
| 2021                         | Hạng hai                             | Robert Lewandowski                   | Bayern Munich                        | 580                                  |
| 2021                         | Hạng ba                              | Jorginho                             | Chelsea                              | 460                                  |
|                              |                                      |                                      |                                      |                                      |
| 2022                         | Hạng nhất                            | Karim Benzema                        | Real Madrid                          | 549                                  |
| 2022                         | Hạng hai                             | Sadio Mané                           | Liverpool                            | 193                                  |
| 2022                         | Hạng ba                              | Kevin De Bruyne                      | Manchester City                      | 175                                  |
|                              |                                      |                                      |                                      |                                      |
| 2023                         | Hạng nhất                            | Lionel Messi                         | Inter Miami                          | 462                                  |
| 2023                         | Hạng hai                             | Erling Haaland                       | Manchester City                      | 357                                  |
| 2023                         | Hạng ba                              | Kylian Mbappé                        | Paris Saint-Germain                  | 270                                  |
|                              |                                      |                                      |                                      |                                      |
| 2024                         | Hạng nhất                            | Rodri                                | Manchester City                      | 1170                                 |
| 2024                         | Hạng hai                             | Vinícius Júnior                      | Real Madrid                          | 1129                                 |
| 2024                         | Hạng ba                              | Jude Bellingham                      | Real Madrid                          | 917                                  |

### Chiến thắng theo cầu thủ

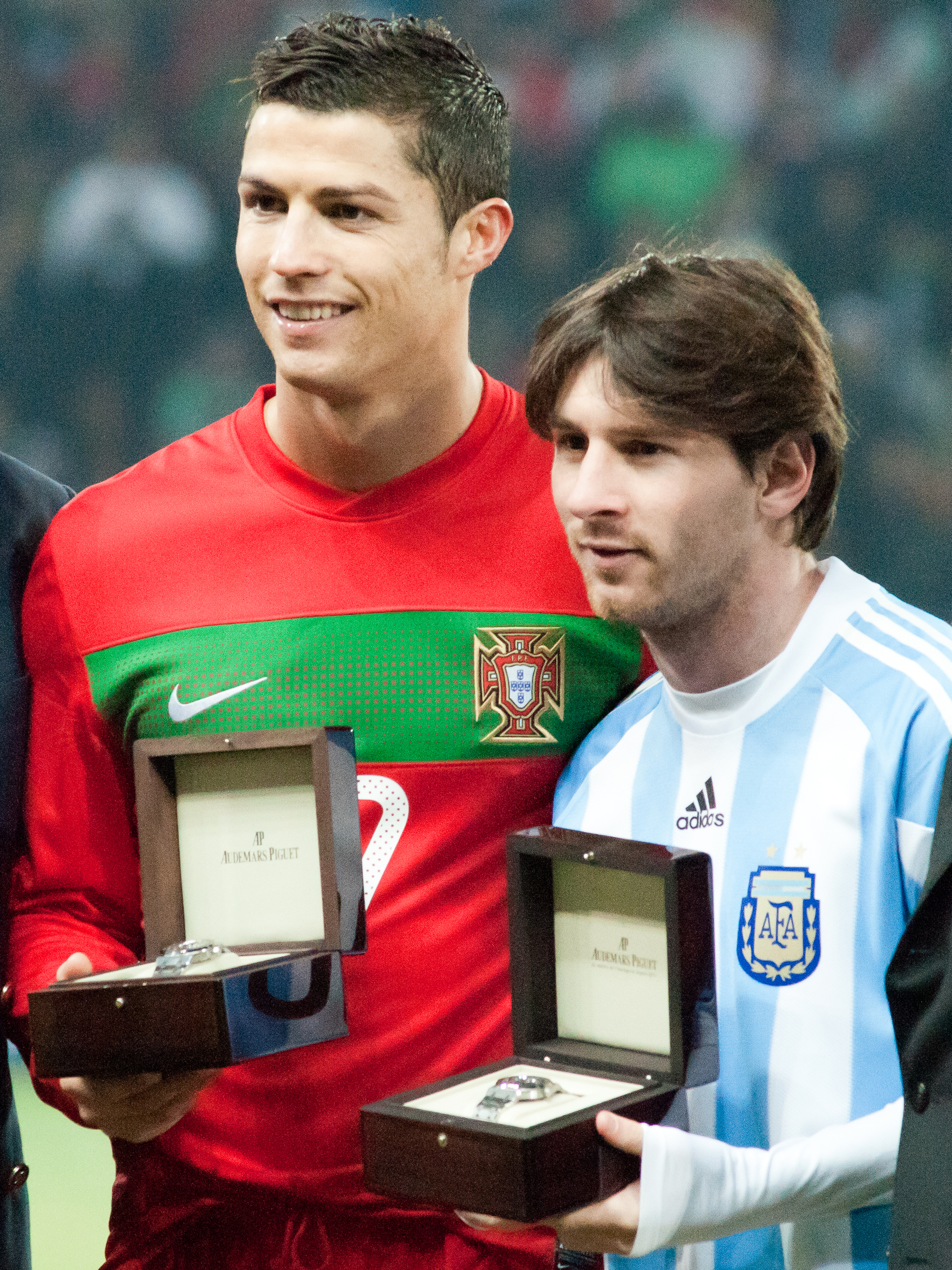
Cristiano Ronaldo và Lionel Messi đã giành được 10 danh hiệu Ballon d'Or liên tiếp giữa họ từ năm 2008 đến 2018.

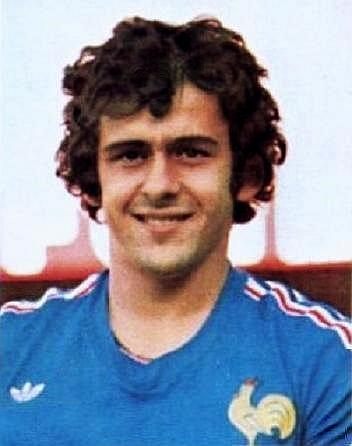
Michel Platini đã giành được giải thưởng này trong ba năm liền (1983–85).

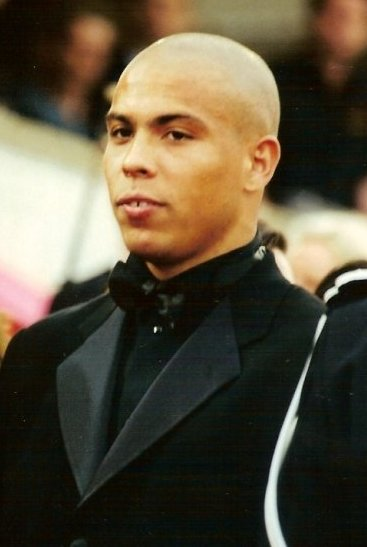
Ronaldo Nazario là cầu thủ trẻ nhất giành Quả bóng vàng và là người trẻ thứ hai (sau Messi) giành được nó lần thứ hai.

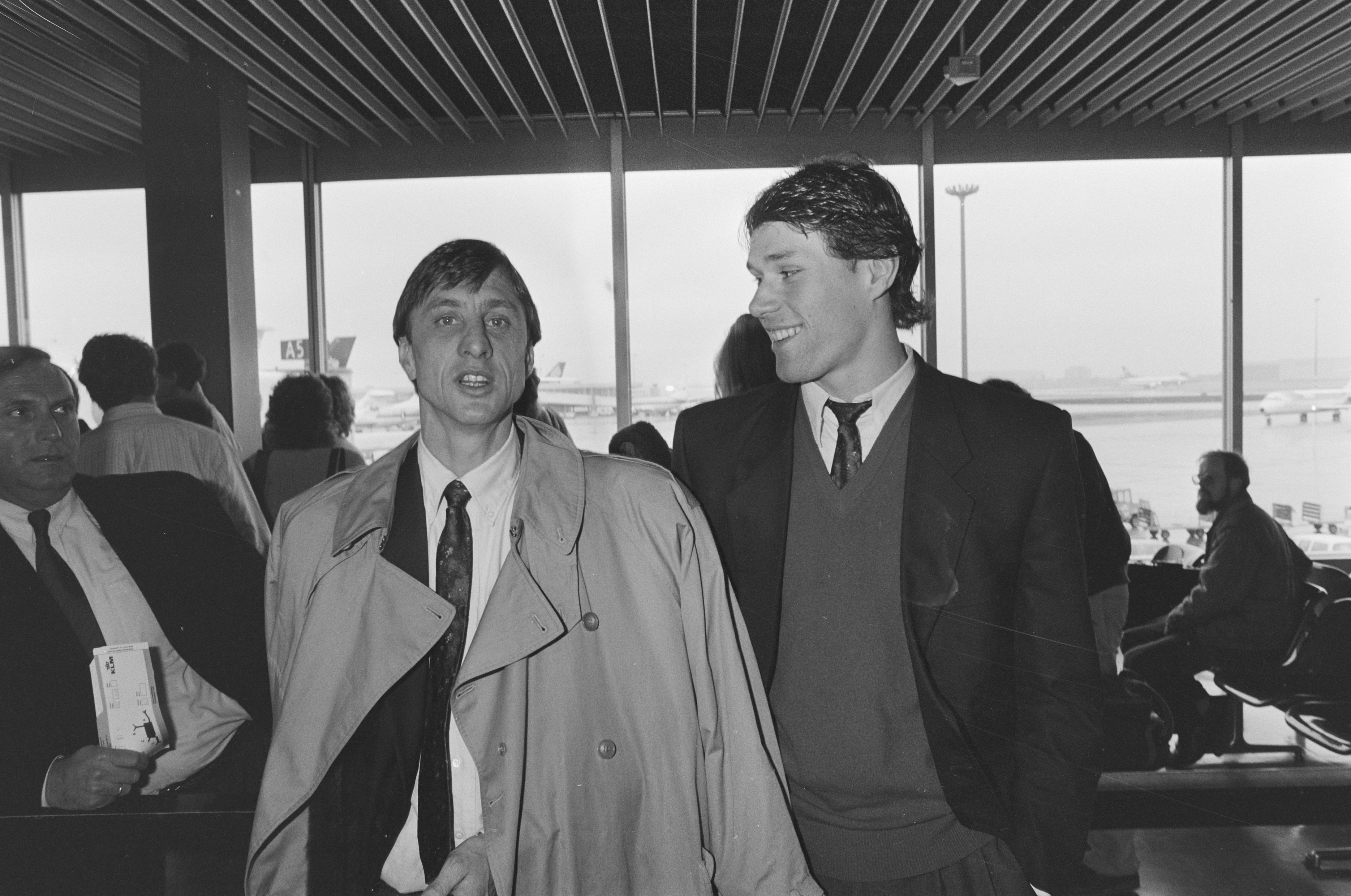
Johan Cruyff (trái) và Marco van Basten, đều của Hà Lan, mỗi người 3 lần vô địch.

| Cầu thủ               | Chiến thắng                                        | Về nhì                                 | Hạng ba        |
| --------------------- | -------------------------------------------------- | -------------------------------------- | -------------- |
| Lionel Messi          | 8 (2009, 2010, 2011, 2012, 2015, 2019, 2021, 2023) | 5 (2008, 2013, 2014, 2016, 2017)       | 1 (2007)       |
| Cristiano Ronaldo     | 5 (2008, 2013, 2014, 2016, 2017)                   | 6 (2007, 2009, 2011, 2012, 2015, 2018) | 1 (2019)       |
| Michel Platini        | 3 (1983, 1984, 1985)                               | —                                      | 2 (1977, 1980) |
| Johan Cruyff          | 3 (1971, 1973, 1974)                               | —                                      | 1 (1975)       |
| Marco van Basten      | 3 (1988, 1989, 1992)                               | —                                      | —              |
| Franz Beckenbauer     | 2 (1972, 1976)                                     | 2 (1974, 1975)                         | 1 (1966)       |
| Ronaldo               | 2 (1997, 2002)                                     | 1 (1996)                               | 1 (1998)       |
| Alfredo Di Stéfano    | 2 (1957, 1959)                                     | 1 (1956)                               | —              |
| Kevin Keegan          | 2 (1978, 1979)                                     | 1 (1977)                               | —              |
| Karl-Heinz Rummenigge | 2 (1980, 1981)                                     | 1 (1979)                               | —              |
| Luis Suárez           | 1 (1960)                                           | 2 (1961, 1964)                         | 1 (1965)       |
| Eusébio               | 1 (1965)                                           | 2 (1962, 1966)                         | —              |
| Bobby Charlton        | 1 (1966)                                           | 2 (1967, 1968)                         | —              |
| Raymond Kopa          | 1 (1958)                                           | 1 (1959)                               | 2 (1956, 1957) |
| Gerd Müller           | 1 (1970)                                           | 1 (1972)                               | 2 (1969, 1973) |
| Zinedine Zidane       | 1 (1998)                                           | 1 (2000)                               | 1 (1997)       |
| Gianni Rivera         | 1 (1969)                                           | 1 (1963)                               | —              |
| Ruud Gullit           | 1 (1987)                                           | 1 (1988)                               | —              |
| Lothar Matthäus       | 1 (1990)                                           | 1 (1991)                               | —              |
| Roberto Baggio        | 1 (1993)                                           | 1 (1994)                               | —              |
| Hristo Stoichkov      | 1 (1994)                                           | 1 (1992)                               | —              |
| Andriy Shevchenko     | 1 (2004)                                           | —                                      | 2 (1999, 2000) |
| George Best           | 1 (1968)                                           | —                                      | 1 (1971)       |
| Allan Simonsen        | 1 (1977)                                           | —                                      | 1 (1983)       |
| Ronaldinho            | 1 (2005)                                           | —                                      | 1 (2004)       |
| Flórián Albert        | 1 (1967)                                           | —                                      | —              |
| Jean-Pierre Papin     | 1 (1991)                                           | —                                      | —              |
| George Weah           | 1 (1995)                                           | —                                      | —              |
| Matthias Sammer       | 1 (1996)                                           | —                                      | —              |
| Rivaldo               | 1 (1999)                                           | —                                      | —              |
| Luís Figo             | 1 (2000)                                           | —                                      | —              |
| Michael Owen          | 1 (2001)                                           | —                                      | —              |
| Pavel Nedvěd          | 1 (2003)                                           | —                                      | —              |
| Fabio Cannavaro       | 1 (2006)                                           | —                                      | —              |
| Kaká                  | 1 (2007)                                           | —                                      | —              |
| Luka Modrić           | 1 (2018)                                           | —                                      | —              |
| Karim Benzema         | 1 (2022)                                           | —                                      | —              |
| Rodri                 | 1 (2024)                                           | —                                      | —              |

### Chiến thắng theo quốc gia

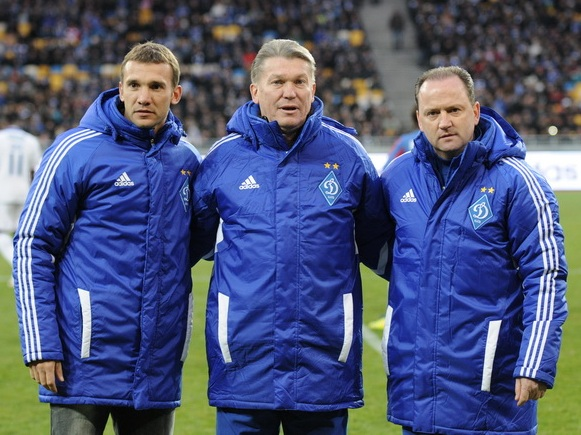
Ba cầu thủ Ukraina giành Quả bóng Vàng: Andriy Shevchenko, Oleg Blokhin, và Igor Belanov.

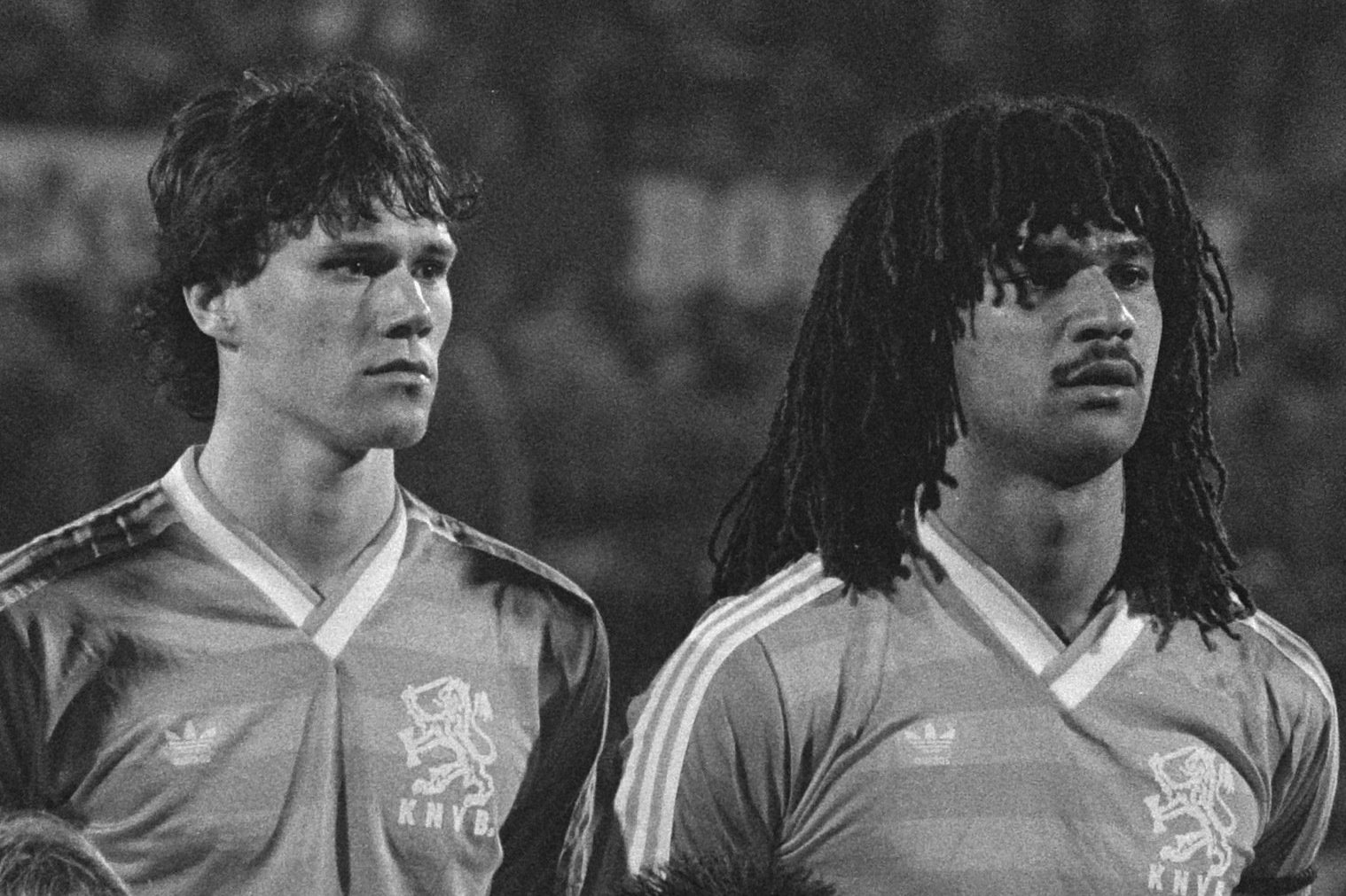
Marco van Basten (trái) and Ruud Gullit, đồng đội ở AC Milan và đội tuyển Hà Lan, vô địch những năm liên tiếp từ 1987 đến 1989.

| Quốc gia    | Cầu thủ | Chiến thắng |
| ----------- | ------- | ----------- |
| Argentina   | 1       | 8           |
| Pháp        | 5       | 7           |
| Đức         | 5       | 7           |
| Hà Lan      | 3       | 7           |
| Bồ Đào Nha  | 3       | 7           |
| Ý           | 5       | 5           |
| Brasil      | 4       | 5           |
| Anh         | 4       | 5           |
| Tây Ban Nha | 3       | 4           |
| Liên Xô     | 3       | 3           |
| Bulgaria    | 1       | 1           |
| Croatia     | 1       | 1           |
| Séc         | 1       | 1           |
| Tiệp Khắc   | 1       | 1           |
| Đan Mạch    | 1       | 1           |
| Hungary     | 1       | 1           |
| Liberia     | 1       | 1           |
| Bắc Ireland | 1       | 1           |
| Scotland    | 1       | 1           |
| Ukraina     | 1       | 1           |

### Câu lạc bộ
| Câu lạc bộ               | Cầu thủ | Chiến thắng |
| ------------------------ | ------- | ----------- |
| Real Madrid              | 8       | 12          |
| Barcelona                | 6       | 12          |
| Juventus                 | 6       | 8           |
| AC Milan                 | 6       | 8           |
| Bayern Munich            | 3       | 5           |
| Manchester United        | 4       | 4           |
| Dynamo Kyiv              | 2       | 2           |
| Inter Milan              | 2       | 2           |
| Hamburger SV             | 1       | 2           |
| Ajax                     | 1       | 1           |
| Benfica                  | 1       | 1           |
| Blackpool                | 1       | 1           |
| Borussia Dortmund        | 1       | 1           |
| Borussia Mönchengladbach | 1       | 1           |
| Dukla Prague             | 1       | 1           |
| Dynamo Moscow            | 1       | 1           |
| Ferencváros              | 1       | 1           |
| Inter Miami              | 1       | 1           |
| Liverpool                | 1       | 1           |
| Manchester City          | 1       | 1           |
| Marseille                | 1       | 1           |
| Paris Saint-Germain      | 1       | 1           |

## Giải thưởng bổ sung

### All-Star Team
Năm 1978, France Football đã đăng một bài báo về giải thưởng Cầu thủ bóng đá Nam Mỹ của năm năm đó trong đó họ đưa ra giả thuyết về một trận đấu giữa Đội All-Star Nam Mỹ và đội All-Star Châu Âu, có sự góp mặt của những cầu thủ có thành tích tốt nhất trong bảng xếp hạng giải thưởng. Một bài viết từ năm 1994 được xuất bản bởi El País đưa tin một "Golden Team" đã được chọn tại buổi dạ tiệc Ballon d'Or 1994.
| Thủ môn          | Hậu vệ                                                | Tiền vệ                                                                 | Tiền đạo                                 |
| ---------------- | ----------------------------------------------------- | ----------------------------------------------------------------------- | ---------------------------------------- |
| Ronnie Hellström | Marius Trésor Ruud Krol Rainer Bonhof Antonio Cabrini | Willy van de Kerkhof Arie Haan Graeme Souness                           | Kevin Keegan Hans Krankl Rob Rensenbrink |
| Thomas Ravelli   | Marcel Desailly Paolo Maldini Philippe Albert         | Tomas Brolin Jari Litmanen Yordan Letchkov Gheorghe Hagi Roberto Baggio | Jürgen Klinsmann Hristo Stoichkov        |

## Chú giải
1. ↑  Kopa được Real Madrid ký hợp đồng từ Reims vào giữa năm 1956.
2. ↑  Sinh ra ở Argentina, Di Stéfano nhập quốc tịch Tây Ban Nha vào năm 1956 và tiếp tục chơi cho Đội tuyển quốc gia Tây Ban Nha.
3. ↑  Kopa được Reims ký hợp đồng từ Real Madrid vào giữa năm 1959.
4. ↑  Sinh ra ở Argentina, Sívori nhập quốc tịch Ý vào năm 1961 và tiếp tục chơi cho Đội tuyển quốc gia Ý.
5. ↑  Luis Suárez được Internazionale ký hợp đồng từ Barcelona vào giữa năm 1961.
6. ↑  Cruyff được Barcelona ký hợp đồng từ Ajax vào giữa năm 1973.
7. ↑  Keegan đã được Hamburger SV ký hợp đồng từ Liverpool vào giữa năm 1977.
8. ↑  Krankl được Barcelona ký hợp đồng từ Rapid Wien vào giữa năm 1978.
9. ↑  Schuster đã được Barcelona ký hợp đồng từ 1. FC Köln giữa năm 1980.
10. ↑  Boniek được Juventus ký hợp đồng từ Widzew Łódź vào giữa năm 1982.
11. ↑  Simonsen được ký hợp đồng với Vejle BK từ Charlton Athletic vào giữa năm 1983.
12. ↑  Elkjær đã được ký bởi Hellas Verona từ Lokeren vào giữa năm 1984.
13. ↑  Lineker được Barcelona ký hợp đồng từ Everton vào giữa năm 1986.
14. ↑  Gullit được AC Milan ký hợp đồng từ PSV Eindhoven vào giữa năm 1987.
15. ↑  Futre được Atlético Madrid ký hợp đồng từ Porto vào giữa năm 1987.
16. ↑  Rijkaard được AC Milan ký hợp đồng từ Zaragoza vào giữa năm 1988.
17. ↑  Bergkamp được Internazionale ký hợp đồng từ Ajax vào giữa năm 1993.
18. ↑  Weah được AC Milan ký hợp đồng từ Paris Saint-Germain vào giữa năm 1995.
19. ↑  Klinsmann được ký hợp đồng với Bayern Munich từ Tottenham Hotspur vào giữa năm 1995.
20. ↑  Ronaldo được Barcelona ký hợp đồng từ PSV Eindhoven vào giữa năm 1996.
21. ↑  Shearer được ký hợp đồng với Newcastle United từ Blackburn Rovers vào giữa năm 1996.
22. ↑  Ronaldo đã được Internazionale ký hợp đồng từ Barcelona vào giữa năm 1997.
23. ↑  Shevchenko được AC Milan ký hợp đồng từ Dynamo Kyiv vào giữa năm 1999.
24. ↑  Figo được Real Madrid ký hợp đồng từ Barcelona vào giữa năm 2000.
25. ↑  Ronaldo đã được Real Madrid ký hợp đồng từ Inter Milan vào giữa năm 2002.
26. ↑  Deco được Barcelona ký hợp đồng từ Porto từ giữa năm 2004.
27. ↑  Cannavaro đã được Real Madrid ký hợp đồng từ Juventus vào giữa năm 2006.
28. ↑  Cristiano Ronaldo đã được Real Madrid ký hợp đồng từ Manchester United vào giữa năm 2009.
29. ↑  Neymar được Paris Saint-Germain ký hợp đồng từ Barcelona vào giữa năm 2017.
30. ↑  Cristiano Ronaldo đã được Juventus ký hợp đồng từ Real Madrid vào giữa năm 2018.
31. ↑  Messi đã được Paris Saint-Germain ký hợp đồng từ Barcelona vào giữa năm 2021.
32. ↑  Messi đã giành bốn Quả bóng vàng FIFA (2010, 2011, 2012, 2015) và hai lần về đích ở vị trí thứ hai (2013, 2014).[21][22]
33. ↑  Cristiano Ronaldo đã giành được hai Quả bóng vàng FIFA (2013, 2014) và về nhì vị trí ba lần (2011, 2012, 2015).[22][23]